# Athlétisme aux Goodwill Games
L'athlétisme figure au programme des Goodwill Games lors des cinq éditions organisées entre 1986 et 2001.

## Éditions
| Édition | Lieu              | Date |
| ------- | ----------------- | ---- |
| 1re     | Moscou            | 1986 |
| 2e      | Seattle           | 1990 |
| 3e      | Saint-Pétersbourg | 1994 |
| 4e      | New York          | 1998 |
| 5e      | Brisbane          | 2001 |